# العربي التبسي
الشيخ العربي التبسي هو أحد أعمدة الإصلاح في الجزائر، وأمين عام جمعية العلماء المسلمين الجزائريين والمجاهد الجزائري البارز الذي خطفته يد التعصب والغدر الفرنسية عام 1957م.

## نشأته وتعلمه
ولد العربي بن بلقاسم بن مبارك بن فرحات التبسي بقرية «السطح» النموشية (نسبة إلى قبيلة النمامشة ) جنوب غرب تبسة -وتبعد عنها بنحو مائة وسبعة عشرة كيلو متر- وذلك في سنة 1312هـ (1895م). في عائلة فلاحية فقيرة، وكان والده إلى جانب عمله في الزراعة يتولى تحفيظ القرآن لأبناء القرية في الكتاب.
ابتدأ العربي التبسي حفظ القرآن على يد والده في مسقط رأسه وقد توفي والده حوالي سنة 1320هـ (1903م)، وفي سنة 1324هـ (1907 م) رحل إلى زاوية ناجي الرحمانية بـ«الخنقة» جنوب شرق خنشلة فأتم بها حفظ القرآن خلال ثلاث سنوات، ثم رحل إلى زاوية مصطفى بن عزوز بـنفطة جنوب غرب تونس في سنة 1327هـ (1910م)، وفيها أتقن رسم القرآن وتجويده، وأخذ مبادئ النحو والصرف والفقه والتوحيد، وفي سنة 1331هـ (1914م) التحق بجامع الزيتونة بتونس العاصمة حيث نال شهادة الأهلية واستعد لنيل شهادة التطويع ولم يتقدم إلى للامتحان، ورحل إلى القاهرة حوالي سنة 1339هـ (1920م) ومكث فيها يطلب العلم في حلقات جامع الأزهر ومكتباتها الغنية إلى سنة (1927م)، ثم رجع في السنة نفسها إلى تونس وحصل على شهادة التطويع (العالمية).

## نشاطه الدعوي

### نشاطه قبل تأسيس الجمعية
عاد الشيخ إلى الجزائر عام 1347هـ الموافق لـ 1927م ليبدأ نشاطه الدعوي في مدينة تبسة التي أصبح ينسب إليها، وذلك في مسجد صغير يدعى مسجد ابن سعيد فبدأ الناس يلتفون حوله ويزدادون يوما بعد يوم حتى ضاق بهم هذا المسجد، فانتقل بعدها إلى الجامع الكبير الذي تشرف عليه الإدارة الحكومية، لكن سرعان ما جاءه التوقيف عن النشاط من الإدارة بإيعاز من الطرقيين، فعاد إلى المسجد العتيق ابن سعيد ليواصل نشاطه بالرغم من ضيقه بالناس الذين استجابوا لدعوة الإصلاح واقتنعوا بها. وكانت دروس الشيخ للعامة تلقى بعد صلاة العشاء فترى الناس يسرعون من معاملهم ومنازلهم لأداء الصلاة وسماع الدرس فيمتلئ بهم المسجد، وكانت طريقة الشيخ أن يختار نصا قرآنيا أو نبويا يناسب موضوعه، فيفسره تفسيرا بارعا يخلب ألباب السامعين، فيريهم حكمة الشرع ومعانيه السامية، ثم يتدرج إلى بيان الأمراض الاجتماعية فيشرحها ويبين أسبابها وعواقبها في الدنيا والآخرة، ومن ذلك نقضه لبدع الطرقيين الضالين وتنبيهه على إفسادها للعقيدة الإسلامية وسلبها لعقول الناس، فيظهر بطلانها ويكشف حقيقة أدعياء التصوف الدجالين.
ولما لاحظ الفرنسيون نشاط الشيخ والتفاف الناس حوله، أخذوا في مضايقته ومضايقة أنصاره حتى في ذلك المسجد الصغير الخارج عن إدارتها، ولما تفاقم الأمر نصحه الشيخ ابن باديس بالانتقال إلى مدينة سيق في الغرب الجزائري التي أبدى سكانها استعدادا لقبول إمام من أئمة الإصلاح، فانتقل إليها بداية سنة 1930م، ففرح أهلها بقدومه وأقبلوا على دروسه واستفادوا من علمه وخلقه وتوجيهاته فمكث فيهم إلى آخر سنة 1931م، وفي هذه المدة تمكن من بث الدعوة الإصلاحية السلفية ليس في مدينة سيق فحسب، ولكن في أنحاء كثيرة من الغرب الجزائري.

### دعوته إلى إنشاء الجمعية
لقد كان تأسيس جمعية للعلماء والدعاة العاملين على ساحة الدعوة تجمع الجهود لتصب في اتجاه واحد، وتوقظ الأمة وتنشر فيها الوعي والعلم وتجدد لها أمر دينها أمنية من أماني الشيخ العربي التبسي، وقد كان ممن هيأ الأجواء لتأسيسها بمجموعة من المقالات نشرت له في الشهاب ومن أصرحها في ذلك المقال الذي نشره سنة 1926م بعنوان «أزفت ساعة الجماعة وتحرم عصر الفر د» والذي قال فيه: «فإن هذا العصر عطل الفرد ونبذ حكمه، وأمات مفعوله، وتجاهل وجوده، فأينما أملت سمعك أو أرسلت نظرك في الشرق أو الغرب، لم تجد إلا أمة فحزبا فهيأة منها وإليها كل شيء، فهي التي تذب عن الهيأة الاجتماعية، وتحرس الأمة في نوائب الدهر وعادية الأيام، وتغار على كرامتها وحسن الحديث عنها، وتأخذ بيدها قبل أن تغرق عند هبوب السماسم ولفح الأعاصير، وتكون لسانها الناطق بطلباتها، وحسها المتألم لألمها». 

وقد تألم الشيخ أكثر لعدم شعور الأمة بحالها المزري ولطول نومها وسباتها، تألم ألما لم يقدر على كبته فسطر مقالات عناوينها صيحات، أراها لا تزال صالحة أن يخاطب بها أهل زماننا فقال: «هذه جزائركم تحتضر أيها الجزائريون فأنقذوها». وقال: «ألا أيها النوام هبوا». وقال: «الجزائر تصيح بك أيها الجزائري أينما كنت». واسمع إلى هذه الكلمات المعبرة التي أبيت إلا نقلها: «بكائي على الإسلام ومبادئه ونحيبي على وحدة الدين الذي أضاعه بنوه، الذي أمر بالجماعة وحث عليها، بل وجعل المنشق عنها في فرقة من الدين وعزلة عن الإسلام وعداء لأهله. والذي فلق الحب وبرأ النسمة لو أن امرأ مسلما مات أسفا وحزنا على حالة هذه الأمة لكان له عند الله العذر. أيطيب لنا عيش مع هذه الحالة؟». وتحقق ذلك الأمل في 5 ماي 1931م بتأسيس جمعية العلماء المسلمين الجزائريين.

### أهم نشاطاته بعد إنشاء الجمعية
- في سنة 1932م ألح عليه سكان مدينة تبسة بأن يرجع إليهم فاشترط عليهم تأسيس مدرسة ومسجد فوافقوا على شرطه، فرجع وأسس «مدرسة تهذيب البنين والبنات» التي جهزت تجهيزا عصريا، وبلغ عدد تلامذتها عام افتتاحها 1934م خمسمائة تلميذ، وبجانب المدرسة بنى مسجدا جديدا لا يخضع لمراقبة الإدارة.
- وفي سنة 1935م تم تعيينه كاتبا عاما للجمعية خلفا للعمودي كما كان رئيس لجنة الفتوى فيها.
- وفي سنة 1940م انتخب الشيخ التبسي نائبا لرئيس الجمعية الجديد الإبراهيمي الذي كان منفيا في «آفلو»، وابتدأ التدريس في الجامع الأخضر في السنة نفسها.
- وفي سنة 1942م قررت جمعية التربية والتعليم بقسنطينة نقل نشاطها الذي كان بالجامع الخضر إلى تبسة نقلا مؤقتا ليشرف عليه الإمام التبسي عن قرب.
- وبعد افتتاح معهد عبد الحميد بن باديس عام 1947م انتقل إلى قسنطينة بعد أن أسندت إليه مهمة إدارته وقد بقي على رأسه إلى يوم غلقه سنة 1956م.

ولم يكن انتقاله إلى قسنطينة أمرا سهلا بالنسبة لسكان تبسة، قال الشيخ الإبراهيمي: «أرضينا سكان تبسة الكرام الذين كانوا يعدون انتقال الأستاذ التبسي عنهم كبيرة يرتكبها من يتسبب فيها، وأقنعناهم بأن الشيخ العربي رجل أمة كاملة لا بلدة واحدة ورجل الأعمال العظيمة لا الأعمال الصغيرة فاقتنعوا، وأمنا لهم مشاريعهم العلمية والدينية بإيجاد من يخلف الأستاذ فيها فرضوا مخلصين...».
- وفي نوفمبر 1950م ذهب إلى فرنسا للمطالبة تحرير التعليم في الجرائر مع الإبراهيمي، فلما رأى حال العمال الجزائريين هناك وحاجتهم إلى التعليم، لفت الأنظار إلى القضية ودفع بالجمعية إلى تنظيم الدعوة في فرنسا.
- وفي سنة 1952م رحل الإبراهيمي إلى المشرق فتولى رئاسة الجمعية نيابة عنه إلى أن توقف نشاطها. وبعد غلق معهد ابن باديس انتقل إلى العاصمة لإدارة شؤون الجمعية فيها وما بقي من مدارسها ومساجدها، واستأنف دروس التفسير للعامة في مسجد «حي بلكور» الذي كان يكتظ بالمستمعين على الرغم من ظروف الحرب، وبقي في العاصمة إلى أن اختطف.

## من مواقف الشيخ البطولية

### موقفه من تدخل الحكومة في الشؤون الإسلامية

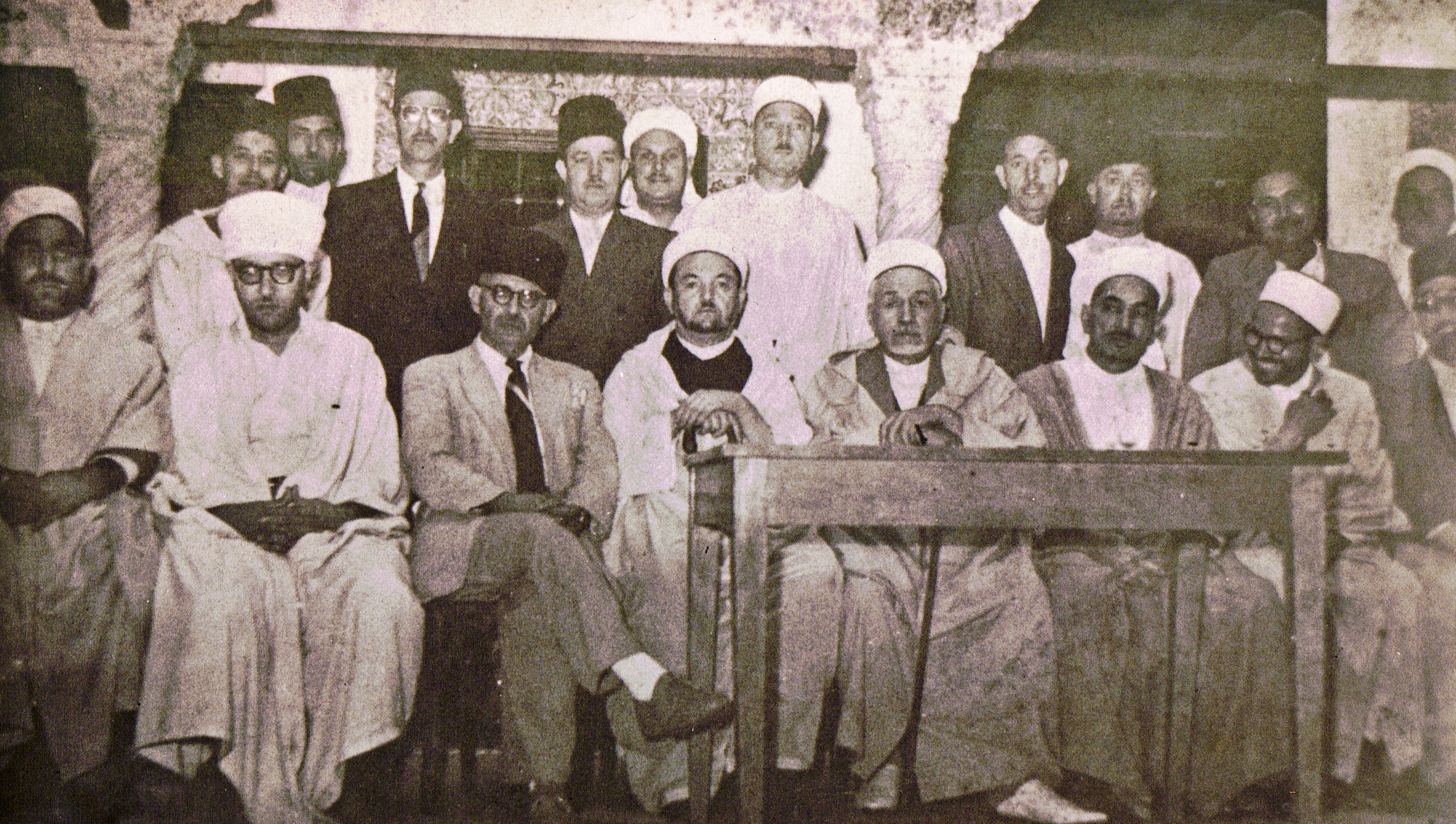
المجلس الإداري لجمعية العلماء - 1949. (الجلوس، من اليمن إلى الشمال) أحمد بوشمال، عبد اللطيف سلطاني، محمد خير الدين، محمد البشير الإبراهيمي (نائب الرئيس)، العربي التبسي، أحمد توفيق المدني، عباس بن الشيخ الحسين، نعيم النعيمي، (الوقوف من خلف) مجهول، حمزة بوكوشة، أحمد سحنون، عبد القادر المغربي، الجيلالي الفارسي، أبو بكر الأغواطي، أحمد حماني، باعزيز بن عمر، مجهول، مجهول.

ومن مواقفه الجريئة ما نشر من مقالات يطالب فيها بمنع تدخل الحكومة الفرنسية في شؤون المساجد، وذلك لتبقي المساجد لله لإقامة شعائر الدين وللتعليم العربي والإسلامي، ولكي لا تصير المساجد وأوقافها خادمة للحكومة وسياستها، ومما قاله في هذا المعنى: «والباقية أي المساجد على ملك الحكومة التي تعمرها بموظفين منفذين لسياستها وما ترمي إليه، المختارين منها بسلوكهم وتفانيهم وطاعتها لا في طاعة الله، فإن الإسلام الحقيقي لا تقام شعائره الدينية فيها، ولا تقرأ علومه الإسلامية النافعة، ولا يرخص لعامة المسلمين وخاصتهم أن يكونوا أحرارا في تلك المساجد، التي بصفتها بيوتا لله أذن لعباده أن يكونوا فيها متساوين، ومن قبل فيها ما تشاؤه الحكومة لا يشاؤه الله، فإنه اتبع غير سبيل المؤمنين وتسقط عدالته، وهو ممن قال الله فيهم:» منكم من يريد الدنيا"".

### موقفه من فكرة الإسلام الجزائري
ومن الأفكار التي روجها الاستعمار ولا زالت رائجة إلى اليوم فكرة الإسلام الجزائري، التي أرادت من خلالها تشويه دعوات الإصلاح باعتبارها دعوات وافدة وليست أصيلة، وقد أنكر الشيخ هذه الفكرة إنكارا شديدا ونسبها إلى مصدرها وكشف عن الشر المختفي وراءها، وكان مما كتبه في نقدها قوله: «الإسلام الجزائري في حقيقته ترتيب سياسي من تراتيب أنظمة الاستعمار في الجزائر، ومعابده نوع من الإدارة الفرنسية، وموظفوه فوج من أفواج الجندية الاستعمارية، وأمواله قسم من أموال الدولة. ذلك هو الدين الجزائري الذي تبغيه فرنسا ولا تبغي الإسلام الحقيقي دين الله ولا تأذن له بالاستقرار في الجزائر».

### دفاعه عن السلفية والسلفيين
كتب بعض الطرقيين مقال ينتقص السلفيين ودعوتهم وألزمهم أن يكون مثل الصحابة وإلا كانت دعواهم غير صحيحة ودعوتهم باطلة، فتصدى للرد عليه الشيخ وكان مما قاله: «وهذه الطائفة التي تعد نفسها سعيدة بالنسبة إلى السلف وأرجوا أن تكون ممن عناهم حديث مسلم (لا تزال طائفة من أمتي يقاتلون على الحق ظاهرين إلى يوم القيامة) الحديث. فقد وُفقوا لتقليد السلف في إنكار الزيادة في الدين، وإنكار ما أحدثه المحدثون وما اخترعه المبطلون، ويرون أنه لا أسوة إلا برسول الله صلى الله عليه وعلى آله وسلم، أو من أمرنا بالإتساء به، فلما شاركوا السلف وتابعوهم في هذه المزية الإسلامية نسبوا أنفسهم إليهم، ولم يدع أحد منهم أنه يدانيهم فيما خصهم الله به من الهداية التي لا مطمع فيها لسواهم». وقال أيضا: «أما السلفيون الذين نجاهم الله مما كدتم لهم فهم قوم ما أتوا بجديد، وأحدثوا تحريفا، ولا زعموا لأنفسهم شيئا مما زعمه شيخكم، وإنما هم قوم أمروا بالمعروف ونهوا عن المنكر في حدود الكتاب والسنة، ونقمتم منهم إلا أن آمنوا بالله وكفروا بكم».

### تضحيته في مجال الدعوة إلى الله
أما تضحية هذا الإمام فلا تحتاج إلى وصف، فأعماله التي نقلت إلينا عناوينها دالة على ذلك وشاهدة، قال الشيخ يوما مخاطبا إدارة الجمعية: «فلتكن الأخوة رائدنا وليكن الإخلاص رابطنا، ولتكن النزاهة شعارنا، وليكن نكران الذات القاسم المشترك الأعظم بيننا. إنه لا يمكن إرضاء الإسلام والوطن، وإرضاء الزوج والأبناء في وقت واحد، إنه لا يمكن لإنسان أن يؤدي واجبه التام إلا بالتضحية، فلننس من ماضي الآباء والأجداد كل ما يدعو إلى الفتور وإلى الموت، ولنأخذ من ماضيهم كل ما هو مدعاة قوة واتحاد».

وكان الشيخ قد اعتقل عدة مرات وسجن إثر حوادث 8 ماي 1945م، وبقي مدة تحت الإقامة الجبرية في المشرية وغيرها حتى أفرج عنه في ربيع 1946م، ولم يثن ذلك من عزيمته ولا أنقص من عمله، وقد كان مثالا يقتدي به إخوانه ويتصبرون به، وكان مما قاله في يوم افتتاح معهد ابن باديس في كلمة ألقاها على مسامع المشايخ والمعلمين: «أيها الإخوان إن التعليم بوطنكم هذا في أمتكم هذه ميدان تضحية وجهاد ولا مسرح راحة ونعيم، فلنكن جنود العلم في هذه السنة الأولى ولنسكن في المعهد كأبنائنا الطلبة، ولنعش عيشهم، عيش الاغتراب عن الأهل، فانسوا الأهل والعشيرة ولا تزورهم إلا لماما، أنا أضيقكم ذرعا بالعيال وعدم وجود الكافي، ومع ذلك فها أنا فاعل فافعلوا وها أنا ذا بادئ فاتبعوا». وقد حكى الشيخ الإبراهيمي أن التبسي لم يكن يرضى أن يأخذ مقابلا على أعماله قال : «أما هو فلم يزل مصرا على التبرع بأعماله خالصة لله وللعلم».

### موقفه من الجهاد ضد فرنسا
يقول أحمد الرفاعي: «سمعت من الشيخ الطاهر حراث وغيره أن الكثيرين من أصدقاء الإمام حاولوا إقناعه بالخروج من الجزائر بعد أن أصبح هدفا ضخما وواضحا لغلاة المعمرين، فكان جوابه دائما: إذا كنا سنخرج كلنا خوفا من الموت فمن يبقى مع الشعب ؟». بل نقل آخرون عنه أنه قال: «لو كنت في صحتي وشبابي ما زدت يوما واحدا في المدينة، ولأسرعت إلى الجبل فأحمل السلاح وأقاتل مع المجاهدين». وظل في دروسه يحث على الجهاد بأسلوب حكيم، وقد نقل الشيخ عبد اللطيف سلطاني أنه تلقى في أول أفريل 1957م رسالة كتب فيها: «إلى الشيخ العربي التبسي نطلب منك أن تخرج من الجزائر حينا قبل أن يفوت الوقت». فحاول إقناعه بأن يعمل بها فأبى واختار البقاء، كما ذكرنا لتخطفه الأيادي الغادرة الآثمة.
كان العربي التبسي قد قال: «من عاش فليعش بعداوة فرنسا، ومن مات فليحمل معه هذه العدواة إلى القبر».

## ثناء أهل العلم والفضل عليه
- قال الشيخ ابن باديس: «الأستاذ العربي بن بلقاسم التبسي، هذا رجل عالم نفاع قصر أوقاته ببلدة تبسة على نشر العلم الصحيح وهدي العباد إلى الدين القويم، فقد عرف قراء الشهاب مكانته بما نشرنا له، وخصوصا مقالاته الأخيرة» بدعة الطرائق في الإسلام«ولأول مرة زار هذا الأستاذ قسنطينة فرأينا من فصاحته اللسانية ومحاجته القوية مثل ما عرفناه من قلمه، إلى أدب ولطف وحسن مجلس طابت له المنازل ورافقته السلامة حالا ومرتحلا».
- قال الشيخ الإبراهيمي: «مدير بارع ومرب كامل، خرجته الكليتان الزيتونة والأزهر في العلم، خرجه القرآن والسيرة النبوية في الدين الصحيح والأخلاق المتينة، وأعانه ذكاؤه وألمعيته على فهم النفوس، وأعانته عفته ونزاهته على التزام الصدق والتصلب في الحق وإن اغضب جميع الناس، وألزمته وطنيته الصادقة بالذوبان في الأمة والانقطاع لخدمتها بأنفع الأعمال، وأعانه بيانه ويقينه على نصر الحق بالحجة الناهضة ومقارعة الحجة بالحجة ومقارعة الاستعمار في جميع مظاهره».
- قال الشيخ أحمد حماني: «وقد كان عالما محققا ومدرسا ناجحا ومربيا مقتدرا وكاتبا كبيرا يمتاز بأسلوبه العلمي بالعمق والمتانة ودقة المعلومات، لكنه لم يترك آثارا كثيرة لاشتغاله -طول حياته- بالتدريس، وما تركه من آثار يبرهن على مكانته العالية في الكتابة، وكما كان كاتبا كان خطيبا مصقعا، ومحدثا لبقا ومحاورا ماهرا، يمتاز بحضور البديهة والمقدرة على الإقناع القلبي والفكري وحسن البديهة، وله فيها أمثلة رائعة».

## وفاته

### حادث الاختطاف
قد علم المستعمرون أن الشيخ العربي التبسي يتمتع بشعبية كبيرة وأنه مؤيد للجهاد وأحد محركي القواعد الخلفية له، فأرسلوا إليه عن طريق إدارتهم في الجزائر عدة مبعوثين للتفاوض معه بشأن الجهاد ومصيره ولدراسة إمكانية وقف إطلاق النار، فاستعملوا معه أساليب مختلفة من ضمنها أسلوب الترغيب والترهيب، وكان جواب الشيخ دائما إن كنتم تريدون التفاوض فالمفاوض الوحيد هو جبهة التحرير، ذلك أنه شعر بأن مقصودهم هو تفكيك الصفوف، وربح الوقت والحد من حدة المواجهة العسكرية ليس إلا، وبعد رفضه المستمر للتفاوض باسم الأمة، رأى المستعمرون أنه من الضروري التخلص منه، ولم يستحسنوا اعتقاله أو قتله علنا لأن ذلك سوف يزيد من حماس الأمة للجهاد ومن حقدها على المستعمر، فوجهوا إليه تهديدات عن طريق رسائل من مجاهيل تأمره بأن يخرج من البلاد، وبعد أن أصر الشيخ على البقاء، ويئس الكفار منه قاموا باختطافه بطريقة جبانة، ننقل وصفها من بلاغ نشرته جمعية العلماء المسلمين الجزائريين في البصائر بمناسبة حادث الاختطاف : «وفي مساء يوم الخميس 4 رمضان 1376هـ - 4 أفريل 1957م، وعلى الساعة الحادية عشر ليلا اقتحم جماعة من الجند الفرنسي التابعين لفرق المظلات –المتحكمين في الجزائر – سكنى فضيلة الأستاذ الجليل العربي التبسي، الرئيس الثاني لجمعية العلماء، والمباشر لتسيير شؤونها، وأكبر الشخصيات الدينية الإسلامية بالجزائر، بعد أن حطموا نوافذ الأقسام المدرسية الموجودة تحت الشقة التي يسكن بها بحي بلكور طريق التوت... وكانوا يرتدون اللباس العسكري الرسمي للجيش الفرنسي... وقد وجدوا فضيلة الشيخ في فراش المرض الملازم له، وقد اشتد عليه منذ أوائل شهر مارس... فلم يراعوا حرمته الدينية، ولا سنه العالية، ولا مرضه الشديد، وأزعجوه من فراش المرض بكل وحشية وفظاظة، ثم أخذوا في التفتيش الدقيق للسكن...ثم أخرجوه حاسر الرأس حافي القدمين...ولكن المفاجأة كانت تامة عندما سئل عنه في اليوم الموالي بعده في الإدارات الحكومية المدنية والعسكرية والشرطية والعدلية، فتبرأت كل إدارة من وجوده عندها أو مسؤوليتها عن اعتقاله أو من العلم بمكانه».
وكان أن نشر الأستاذ علي مرحوم في مجلة الأصالة لسنتها الثامنة، بلاغين لجمعية العلماء المسلمين الجزائريين أصدرتهما إثر الحادث.

### كيفية إعدام الشيخ
اختلف المؤرخون في الجهة الاستعمارية المختطفة له وكيفية إعدام الشيخ العربي التبسي، وحكى الباحث أحمد عيساوي حكاية أسندها عن المجاهد أحمد الزمولي عن إبراهيم جوادي البوسعادي الذي كان ضمن تشكيلة القبعات الحمر وحضر معهم يوم اختطاف الشيخ من بيته، كما حضر مراحل إعدامه وكان منظر الإعدام سببا في التحاقه بالمجاهدين كما ذكر، وجاء في هذه الرواية ما يلي : "وقد تكفل بتعذيبه الجنود السنغاليون والشيخ بين أيديهم صامت صابر محتسب لا يتكلم إلى أن نفذ صبر "لاقايارد" -قائد فرقة القبعات الحمر-، وبعد عدة أيام من التعذيب جاء يوم الشهادة حيث أعدت للشيخ برميل كبيرة مليئة بزيت السيارات والشاحنات العسكرية والاسفلت الأسود وأوقدت النيران من تحتها إلى درجة الغليان والجنود السنغاليون يقومون بتعذيبه دونما رحمة وهو صابر محتسب، ثم طلب منهم لاقايارد حمل الشيخ العربي...فحمله أربعة من الجنود السنغاليين وأوثقوا يديه ورجليه ثم رفعوه فوق وعاء من الزيت المغلي المتأججة وطلبوا منه الاعتراف وقبول التفاوض وتهدئة الثوار والشعب، والشيخ يردد بصمت وهدوء كلمة الشهادة لا إله إلا الله محمد رسول الله ثم وضع قدميه في وعاء الزيت فأغمي عليه...ثم أنزل شيئا فشيئا إلى أن دخل بكامله فاحترق وتبخر وتلاشى.